# The Tonight Show with Jay Leno

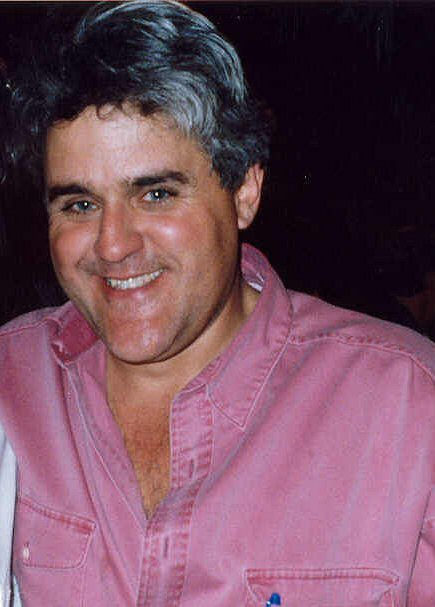
Jay Leno, 1993.

The Tonight Show with Jay Leno var en pratshow med Jay Leno, i The Tonight Show-konceptet. Han tog över efter Johnny Carson (The Tonight Show Starring Johnny Carson), som då varit programmets värd i 30 år. Showen sändes i USA på NBC från den 25 maj 1992 till den 29 maj 2009. Pratshowen bytte sedan namn till The Tonight Show with Conan O'Brien, då Conan O'Brien tog över som programledare. Den 1 mars 2010 återvände Jay Leno efter att O'Brien valt att lämna programmet, och fortsatte till och med den 6 februari 2014, då Jimmy Fallon tog över (The Tonight Show Starring Jimmy Fallon).
Programmets husband var The Tonight Show Band, som först leddes av Kevin Eubanks (1995–2009 och mars–maj 2010) och sedan av Rickey Minor till 2014.

## Återkommande gäster
- Mitch Fatel